# Bianor senegalensis
Bianor senegalensis är en spindelart som beskrevs av Dmitri Viktorovich Logunov 2000 [200. Bianor senegalensis ingår i släktet Bianor och familjen hoppspindlar. Inga underarter finns listade.